# Мотлоуце
Мотлоуце — ваді (річка що пересихає) у Ботсвані, притока Лімпопо. Площа водозбору становить 19 053 км².

## Притоки
Основні притоки — річки Туні (пр), Моцематлхокчамі, Лепхокве, Самповане (лв), Летлхакане, седіба (пр), Іцокване (пр), Цесве (лв).

## Населені пункти
На річці розташовані місто Селебі-Пхікве і села Бобононг, Ммадінаре та Тобане..

## Використання
На річці побудовано водосховище Летсібого об'ємом 0,125 км³.

### Видобуток золота
Приблизно з 1200-х років н. е., за часів Великого Зімбабве, уздовж Мотлоуце вівся видобуток золота, відновлений у 1860 неподалік від Франсистауну.

### Видобуток алмазів
Першими алмазами, виявленими в Ботсвані, були три невеликих камені, виявлених в 1959 році Центральноафриканським Селекційним Фондом на березі річки Мотлоуце. Група, яка виявила алмази, досліджувала річку аж до її верхів'їв, але не виявила ймовірного джерела каменів. У 2004 році геолог Леон Деніелс виявив деформацію земної кори, що тягнеться від Булавайо в Зімбабве до півдня Ботсвани. Він припустив, що до утворення деформації річка Мотлоуце могла починатися набагато західніше. Зрештою, він знайшов величезне родовище алмазів.